# Cricotopus sabroskyi
Cricotopus sabroskyi är en tvåvingeart som beskrevs av Tokunaga 1964. Cricotopus sabroskyi ingår i släktet Cricotopus och familjen fjädermyggor. Inga underarter finns listade i Catalogue of Life.